# Oplonia
Oplonia, biljni rod grmova iz porodice primogovki smješten u podtribus Graptophyllinae, dio tribusa Justicieae, potporodica Acanthoideae. Sastoji se od dvadesetak vrsta sa Kariba, Perua i Madagaskara Tipična vrsta je grm Oplonia spinosa Raf. sa Velikih i Malih Antila.

## Vrste
1. Oplonia acicularis (Sw.) Stearn
2. Oplonia acuminata Stearn
3. Oplonia acunae Borhidi
4. Oplonia armata (Sw.) Stearn
5. Oplonia cubensis Borhidi
6. Oplonia grandiflora (Lindau) Stearn
7. Oplonia hutchisonii Wassh.
8. Oplonia jamaicensis (Lindau) Stearn
9. Oplonia jujuyensis Wassh. & C.Ezcurra
10. Oplonia linifolia (Benoist) Stearn
11. Oplonia microphylla (Lam.) Stearn
12. Oplonia minor (Benoist) Stearn
13. Oplonia moana Borhidi
14. Oplonia multigemma Borhidi
15. Oplonia nannophylla (Urb.) Stearn
16. Oplonia polyece (Stearn) Borhidi
17. Oplonia puberula Stearn
18. Oplonia purpurascens (Griseb.) Stearn
19. Oplonia spinosa (Jacq.) Raf.
20. Oplonia tetrasticha (C.Wright ex Griseb.) Stearn
21. Oplonia vincoides (Lam.) Stearn